# Station Lawang
Lawang is een spoorwegstation in de Indonesische provincie Oost-Java.

## Bestemmingen
- Penataran: naar Station Surabaya Gubeng en Station Blitar
- Tawang Alun: naar Station Malang en Station Banyuwangi Baru
- Tumapel: naar Station Malang en Station Surabaya Gubeng